# 中原貞三郎

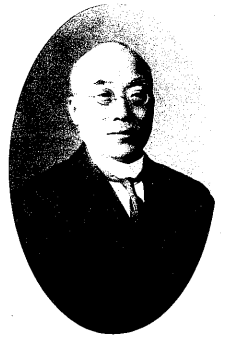
中原貞三郎

中原 貞三郎（なかはら ていざぶろう、1859年2月16日（安政6年1月14日） - 1927年（昭和2年）12月4日）は、明治から大正時代の土木技術者、農商務技師、内務技師、統監府技師。

## 経歴・人物
中原宗作の三男として周防国玖珂郡岩国領（現・山口県岩国市）にて生まれ、1891年（明治24年）7月、家督を継ぐ。1882年（明治15年）7月、旧東京大学理学部卒業。翌月、陸軍省御用掛となり参謀本部測量課に配属される。陸軍技師・陸軍部測量班長心得を経て、1886年（明治19年）陸軍5等技師に進み、1888年（明治21年）より帝国大学工科大学講師を兼任し、戦前の陸測地図の基礎を固めた。
1891年（明治24年）熊本県4等技師を経て、土木監督署技師となり、1898年（明治31年）1月、内務省第7区（熊本、4月より福岡に移転）土木監督署長を発令される。ついで、農商務省技師、内務技師を経て、1906年（明治39年）総監府技師兼同府鉄道管理局技師に転じ、朝鮮各地の道路整備に関与する。のち、再び内務技師となり、大阪市技師、1911年（明治44年）大阪土木出張所所長を歴任し、欧米出張を経て、1913年（大正2年）東京第一土木出張所所長となり、利根川、渡良瀬川、荒川改修工事に尽力した。1924年（大正13年）退官。1915年（大正4年）工学博士。

## 著作
- 『陸地測量部三角点利用法』中原貞三郎、1922年。

## 親族
- 長女：セツ（旭硝子（現AGC）初代会長山田三次郎の妻）[4]